# 大隅典子
大隅 典子（おおすみ のりこ、1960年11月28日 - ）は、日本の神経科学者（神経発生学・発生発達神経科学）。学位は歯学博士（東京医科歯科大学・1989年）。現在、東北大学大学院医学系研究科教授、東北大学副学長。第20〜22期日本学術会議第二部会員、特定非営利活動法人日本分子生物学会第18期 (2013-2014) 理事長を務めた。

## 来歴

### 生い立ち
神奈川県出身。横浜国立大学教育学部附属鎌倉中学校、東京学芸大学附属高等学校、東京医科歯科大学歯学部にて学び、1985年に卒業した。その後、同大学の大学院の歯学研究科に進学し、1989年に修了した。

### 幼少期
父は鯨類学者の大隅清治、母は電子顕微鏡学者の大隅正子。両親ともに生物学者であり、幼少期から生き物への興味から、家にある図鑑を片っ端から読んでいた。とにかく本が好きで小学校時代は伝記ものをよく読んでいた。

### 中高生時代
中学時代は建築家や編集者に憧れた。しかし最終的に「人を治すことができる職業は素晴らしい」と思い直接医療に関わる歯学部への進学を決める。医学部でなかった理由は、「他人の命を背負い込むだけの踏ん切りが当時はつかなかった。」と語っている。

### 大学時代
普段はテニスクラブに精をだし、テストは落とさないようにメリハリある大学生活を送った。大学から始めたテニスでは、初心者からのスタートであることから、戦略的にストラテジーを考える訓練になり、後の人生選択にも大きな影響を与えたという。

### 大学院時代
研修医制度がなかったため、そのまま大学院に進学をしようとしたが、当時の女性研究者に対する地位がまだ低かった。テニス部の先輩でもある江藤一洋教授の研究室は新設の新しい研究室でありオープンな環境に導かれ、無事大学院に進学した。
研究室では主に顔面の発生、神経堤細胞の研究を行った。この分野の研究は当時日本では唯一、世界でも10に満たない分野であった。旧帝大ではなく東京医科歯科大学の比較的規模の小さな単科大学だからこその強みであり、「逆張り」の選択はその後の研究の方向性を決めるものとなった。

### 研究者として
大学院修了後は、母校である東京医科歯科大学にて、歯学部の助手として着任する。大学に残って助手を数年つづけていた大隅に、ある時、垣塚彰博士（現京都大学教授）が「もう（助手として奉公するのは）ええんちゃう？」と助言したことから、研究室から独立することを決心する。1996年、国立精神・神経センターに転じ、神経研究所の室長に就任した。このころから。顔の発生、中でも目の発生で重要だった、Pax6（パックス・シックス）遺伝子が、実は脳でも働いていることがわかってきた関係で、脳の発生に研究をシフトした。1998年、東北大学大学院医学系研究科で女性として初めて教授に就任した。2006年には、東北大学の総長特別補佐（男女共同参画担当）に就任した。また、2008年から2010年にかけて、東北大学のディスティングイッシュトプロフェッサーを務めた。2018年より東北大学副学長（広報・共同参画担当）、附属図書館長を拝命。
大学以外の公職としては、日本学術会議の会員に任命され、第二部に所属し、第22期には基礎医学委員会委員長、神経科学分科会委員長を務めた。そのほか、日本分子生物学会では理事長を務めた。

## 研究
専門は神経生物学（神経発生学・発生発達神経科学）。脳の発生・発達の観点から人間の心のなりたちを理解しようとする研究を展開し、特に精神疾患にまつわる問題への関心が高い。
科学技術振興機構CRESTプロジェクト「ニューロン新生の分子基盤と精神疾患への影響の解明」（2004-2011年）ではチームリーダーを務め、グローバルCOEプロジェクト「脳神経科学を社会へ還流する教育研究拠点」（2007-2012年）では拠点リーダーを務めた。新学術領域「多様な＜個性＞を創発する脳システムの統合的理解」（2016-2020年）領域代表。

## 家族・親族
鯨類学者の大隅清治は父であり、電子顕微鏡学者の大隅正子は母である。なお、生物学者の大隅良典との間には縁戚関係はないが、氏名が似ていることから、親子や夫婦だと誤解されることもしばしばであるという。

## 略歴
- 1979年3月 - 東京学芸大学教育学部附属高等学校卒業
- 1985年3月 - 東京医科歯科大学歯学部卒業（歯科医師）
- 1989年3月 - 東京医科歯科大学大学院歯学研究科博士課程修了（歯学博士）
- 1989年4月 - 東京医科歯科大学大学院歯学研究科助手
- 1996年11月 – 国立精神・神経センター神経研究所室長
- 1998年11月 - 東北大学大学院医学系研究科教授
- 2005年10月 - 日本学術会議第20期会員
- 2006年4月 - 東北大学総長特別補佐
- 2008年4月-2010年3月 -  東北大学ディスティングイッシュトプロフェッサー
- 2008年10月 - 日本学術会議第21期会員
- 2011年1月 - 日本分子生物学会副理事長
- 2011年10月 - 日本学術会議第22期会員
- 2012年9月 - TWAS第三国アカデミー連携会員
- 2013年1月-2014年12月 - 日本分子生物学会理事長
- 2015年4月 - 東北大学大学院医学系研究科附属創生応用医学研究センター長
- 2018年4月 - 東北大学副学長、東北大学附属図書館館長に就任

## 賞歴
- 2006年4月 - 科学技術政策研究所よりナイスステップな科学者2006授与
- 2018年3月 - 東北大学男女共同参画推進センター主催全学教育科目「ジェンダーと人間社会」関係教員代表として東北大学総長教育賞を授与

## 主要著作
- 『神経堤細胞 -脊椎動物のボディプランを支えるもの』（倉谷滋との共著、UPバイオロジー 東大出版会 1997年）
- 『バイオ研究で絶対役立つプレゼンテーションの基本』（羊土社、1997年）
- 『脳の発生・発達 −神経発生学入門− (脳科学ライブラリー2)』（朝倉書店、2010年）
- 『脳からみた自閉症　「障害」と「個性」のあいだ』（講談社ブルーバックス、2016年）
- 『脳の誕生：発生・発達・進化の謎を解く』（ちくま新書、2017年）

## 翻訳
- 『エッセンシャル発生生物学』ジョナサン・スラック（羊土社、2002年）
- 『心を生みだす遺伝子』ゲアリー・マーカス（岩波書店、2005年、のち岩波現代文庫2010年）
- 『ウイルト発生生物学』（赤坂甲司、八杉貞雄との共編、監訳、東京科学同人、2006年）
- 『エッセンシャル発生生物学第２版』ジョナサン・スラック（羊土社、2007年）
- 『なぜ理系に進む女性は少ないのか?: トップ研究者による15の論争』スティーブン・セシ，ウェンディ・ウィリアムス（西村書店、2013年）